# 德米特罗·东佐夫
德米特罗·伊萬諾維奇·东佐夫（羅馬化：Dmytro Ivanovych Dontsov；1883年8月29日—1973年3月30日），乌克兰民族主义作家、记者、政治思想家，1905年加入烏克蘭社會民主工黨，与西蒙·彼得留拉结为好友。乌克兰独立战争期间，任职于帕维尔·斯科罗帕茨基政府。他的思想对乌克兰民族主义者组织有重大影响。